# Herbert Eulenberg

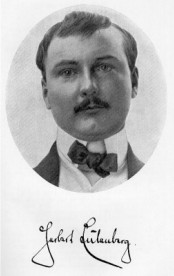
Herbert Eulenberg, ca 1910.

Herbert Eulenberg, född 25 januari 1876, död 4 september 1949, var en tysk poet.
Eulenberg ägnade sig, efter fullbordade juriststudier åt författarskap. 1906-1909 var han dramaturg vid stadsteatern i Düsseldorf. Som diktare tillhörde Eulenberg övergångsepoken mellan impressionism och expressionism. Hans romantiska tendenser kom starkast fram i hans produktion före 1910. Senare försökte han föra sin diktning närmare verklighetsproblemen. Sin betydelsefullaste insats gjorde han som dramatiker. Anna Walewska (1899), ett dystert men färgstarkt drama med blodskamsmotiv, är typiskt för hans tidiga författarskap, vilket har sin styrka i detaljerna, fantasin och färgrikedomen. Bland hans övriga dramatiska arbeten märks Leidenschaft (1901), Belinde (1912), samt Zeitwende (1915). Han har också skrivit novellsamlingen Sonderbare Geschichten (1910), romanen Wir Zugvögel (1922), lyrik, historiska verk och politiska debattinlägg i dagspressen.